# سمير نوركوفيتش
سمير نوركوفيتش هو لاعب كرة قدم صربي في مركز الهجوم، ولد في 13 يونيو 1992 في Tutin, Serbia ‏ في صربيا. لعب مع نادي داك 1904 دونيسكا ستريدا ونادي كوشيتسه.

## وصلات خارجية
- سمير نوركوفيتش على موقع قاعدة بيانات كرة القدم.إي يو (الإنجليزية)
- سمير نوركوفيتش على موقع Soccerway.com (الإنجليزية)